# Јасмина Михајловић
Јасмина Михајловић (*Ниш, 1960) српска је књижевница, научница и критичарка. Старатељ је Легата Милорада Павића у Београду и носилац ауторских права на Павићева дела.

## Биографија
Дипломирала је 1987. године на Филолошком факултету у Београду — Група за југословенске књижевности и општу књижевност. Од 1987. предавала је књижевност у средњим школама у Београду; у раздобљу 1989-1991. била је сарадник Института за књижевност и уметност у Београду на пројекту „Српска књижевна критика“, а од 1991. до августа 1999. директор Савета за промовисање српске културе у свету, при Светској српској заједници са седиштем у Женеви. Њен муж је био књижевник Милорад Павић.
Са првим супругом Зораном Михајловићем (социолог) има сина Вука (1988.).
Есејистичко–критички текстови и проза превођени су јој на енглески, руски, словеначки, украјински, грчки, азерски и грузијски. Писала је колумне за часописе Lisa, Град, Јасмин, Fame, Базар, Она. Члан је Српског књижевног друштва (СКД). Изабрана је за почасног члана кијевског научног часописа "Мова та історія" („Language and History“, scientific journal).

## Легат Милорада Павића
Јасмина Михајловић је приређивач изабраних и сабраних дела Милорада Павића, истраживач његовог опуса, биограф и библиограф.
Од Павићеве смрти 2009. Михајловићева је и наследник ауторских права на дела овог писца и старатељ Легата Милорада Павића. Скупштина града Београда је основала Легат 1993. ради чувања и проучавања Павићеве заоставштине, координације нових издања и сродних делатности.

## Награде и признања
- „Деретина књига године“ у 2004, за књигу Путни албум